# Stephen Rippy
Stephen Rippy (condado de Harris, septiembre de 1975) es un compositor estadounidense de bandas sonoras, sobre todo de videojuegos.

## Vida y carrera
Rippy creció en Spring (Texas) en Estados Unidos, aunque ahora reside en Plano, cerca de Dallas.
Empezó a estudiar en la Universidad de Texas en los 1990 la carrera de Artes Visuales hasta que hizo varios cursos musicales que lo llevarían a componer las bandas sonoras que le darían fama.
Rippy entró a trabajar para Ensemble Studios como jefe del departamento de audio con su amigo y colaborador Kevin McMullan. Su trabajo más famoso es la composición de las bandas sonoras de la trilogía de Age of Empires y Age of Mythology.
Después compondría la música para Halo Wars.
Debido al cierre de Ensemble Studios Rippy se unió a la empresa Bonfire Studios con la que sigue componiendo canciones como la música del juego CastleVille para Facebook.